# Battista Guarino
Battista Guarino o Guarini (Ferrara, 1435 – Ferrara, 1503) è stato un educatore, umanista e filologo classico italiano, figlio del celebre umanista Guarino Veronese.

## Biografia
Si laureò in retorica all'Università di Bologna all'età di 21 anni, per poi prendere il posto del padre come insegnante a Ferrara, dopo la sua morte nel 1460. Fu precettore alla corte estense di Ferrara di Isabella d'Este e a quella gonzaghesca di Mantova.

## La didattica
Grande filologo, fu sostenitore della cultura e della lingua greca convinto che la nuova cultura rinascimentale dovesse conciliare lettere e scienze e che il centro dell'insegnamento dovessero essere le nuove scuole sorte nelle corti e nelle cancellerie. Nel 1420 Guarino tenne scuola pubblica per incarico del comune di Verona e insegnò anche privatamente per scolari forestieri o cittadini. Gli studenti più bravi divenivano suoi collaboratori per la conduzione della scuola che prevedeva anche un'intensa attività fisica bastata su esercizi ginnici, passeggiate, nuoto, caccia, danza. I programmi di studio per i tre gradi (elementare, grammaticale e retorico) erano congegnati secondo un piano di difficoltà graduali: mano a mano che procedeva la specializzazione linguistica si andava dai testi più semplici fino a quelli massimi di Platone e Aristotele. 
La scuola di Guarino era meritevolmente aperta non solo ai discendenti delle grandi famiglie ma anche agli studenti di condizioni modeste che spesso diventavano essi stessi maestri o pubblici funzionari o avviati alla carriera ecclesiastica.  Mentre l’Università si curò della formazione di specialisti quali medici, giuristi, teologi, la scuola di Guarino istituì i fondamenti di ogni futura specializzazione curando la comune umanità, con l'esercizio fisico e con lo studio delle lingue antiche e delle grandi opere pagane di scienza e di pensiero, mettendo così da parte ogni pregiudizio religioso. .

## Opere
Nel 1459 scrisse una raccolta dei metodi e degli ideali didattici del padre di famiglia chiamata De ordine docendi et studendi, dove indicava come materie adatte all'istruzione dei rampolli delle famiglie principesche il greco e il latino, da insegnarsi simultaneamente; erano da evitare le punizioni corporali ed era consigliata la motivazione degli allievi instaurando un clima di mutua competizione tra essi. Raccomandava inoltre di dedicarsi alla lettura a voce alta, spaziando su argomenti quali la storia, la geografia, la filosofia e l'etica, nonché la letteratura, soprattutto classica.
Guarino scrisse anche il Sermone del cane e del cavallo un dialogo fittizio tra lui e il cortigiano Teofilo Calcagnini su come allevare cani e cavalli. L'opera è apprezzabile per la sua originalità nel mettere assieme un testo enciclopedico, un trattato di caccia e un manuale di veterinaria.

## Personaggi correlati
- Guarino Veronese (1374-1460), padre di Battista Guarino
- Battista Guarini (1538-1612), discendente di Guarino Veronese